# فيليبي سانتياغو غوتيريز
فيليبي سانتياغو غوتيريز (بالإسبانية: Felipe Santiago Gutiérrez)‏ هو رسام مكسيكي، ولد في 20 مايو 1824 في Texcoco de Mora ‏ في المكسيك، وتوفي بنفس المكان في 4 أبريل 1904.

## معرض صور

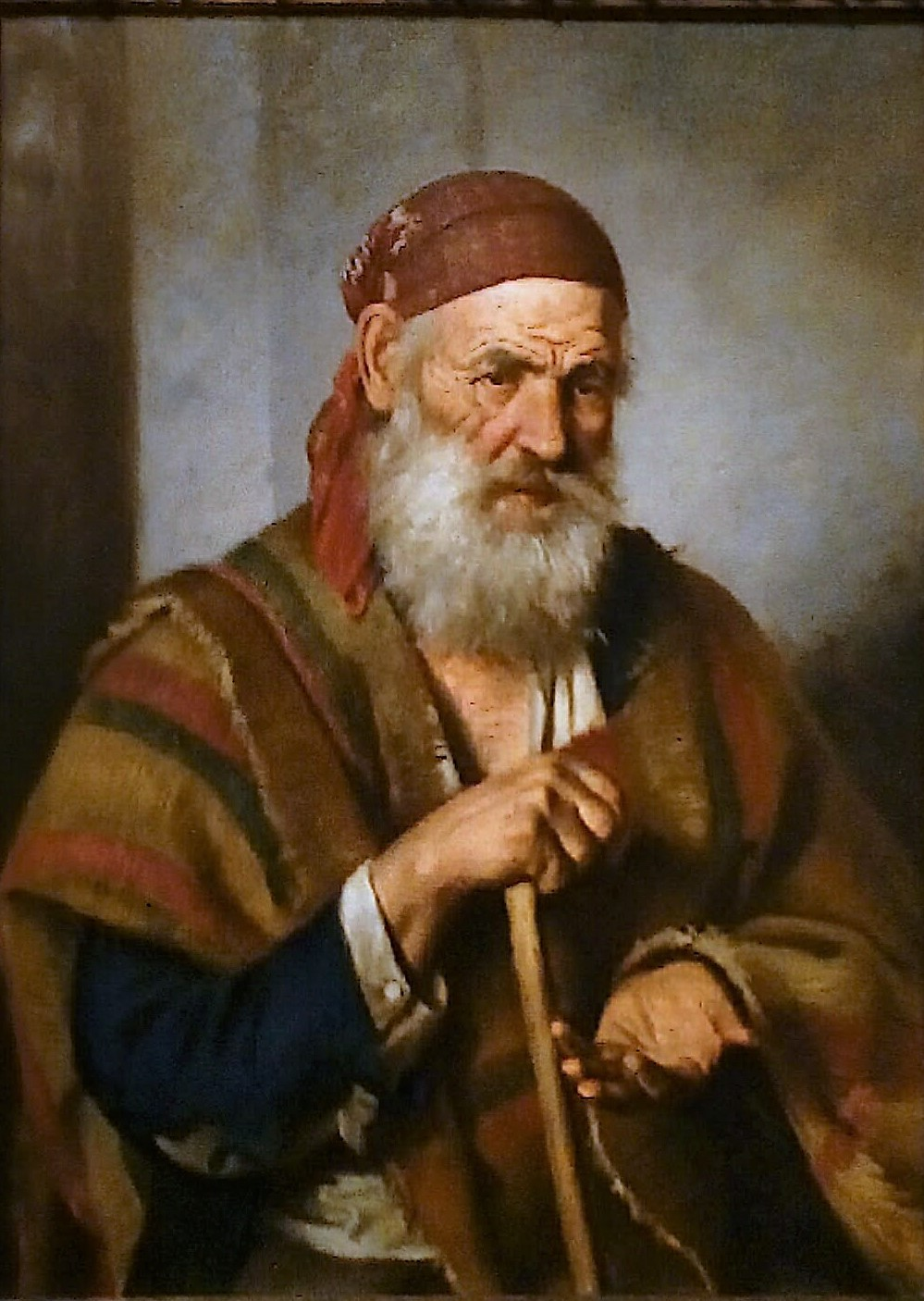
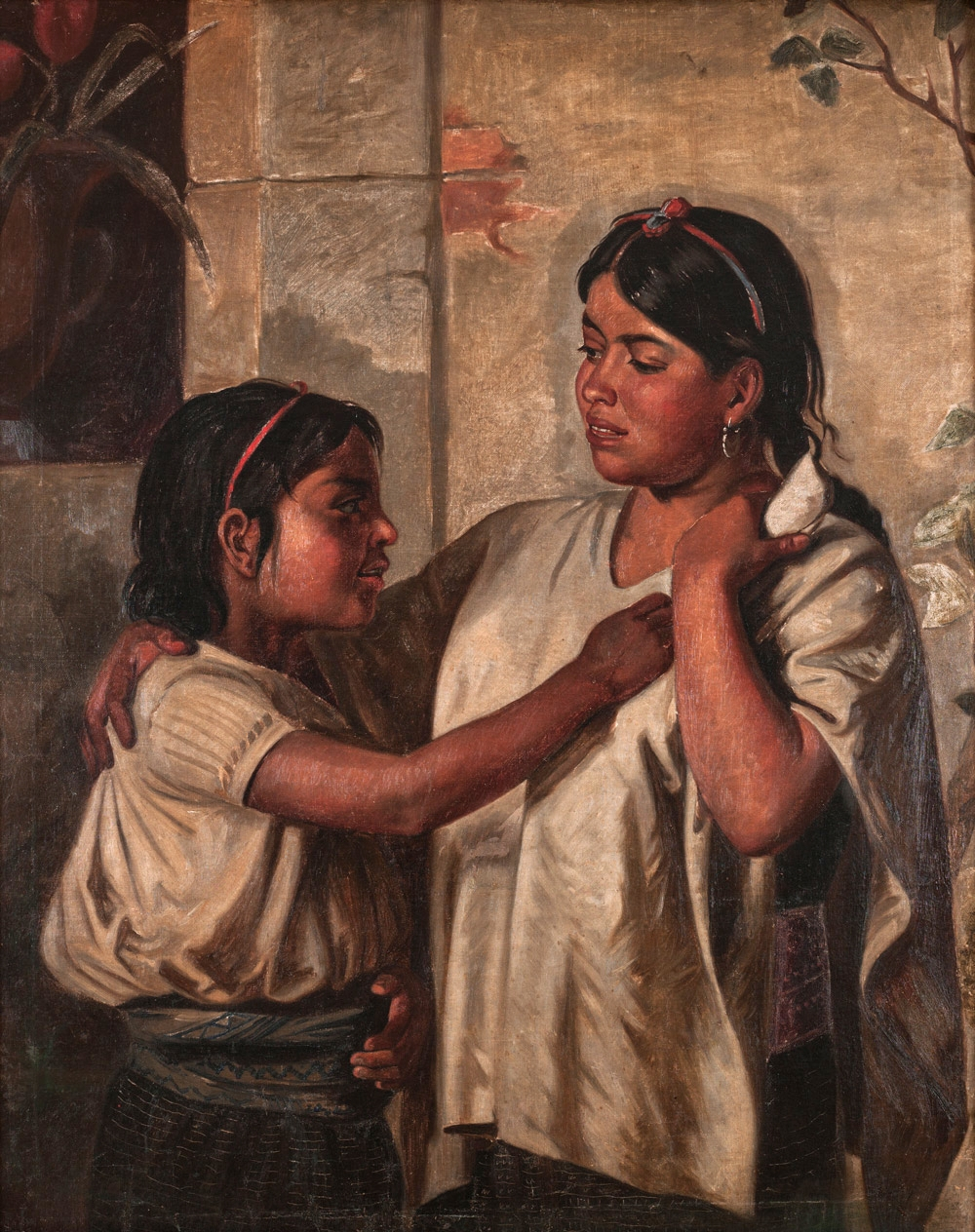
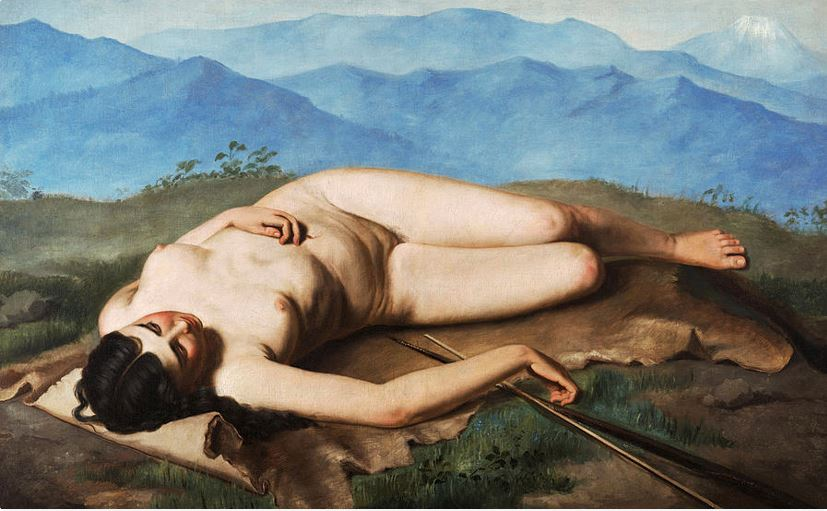
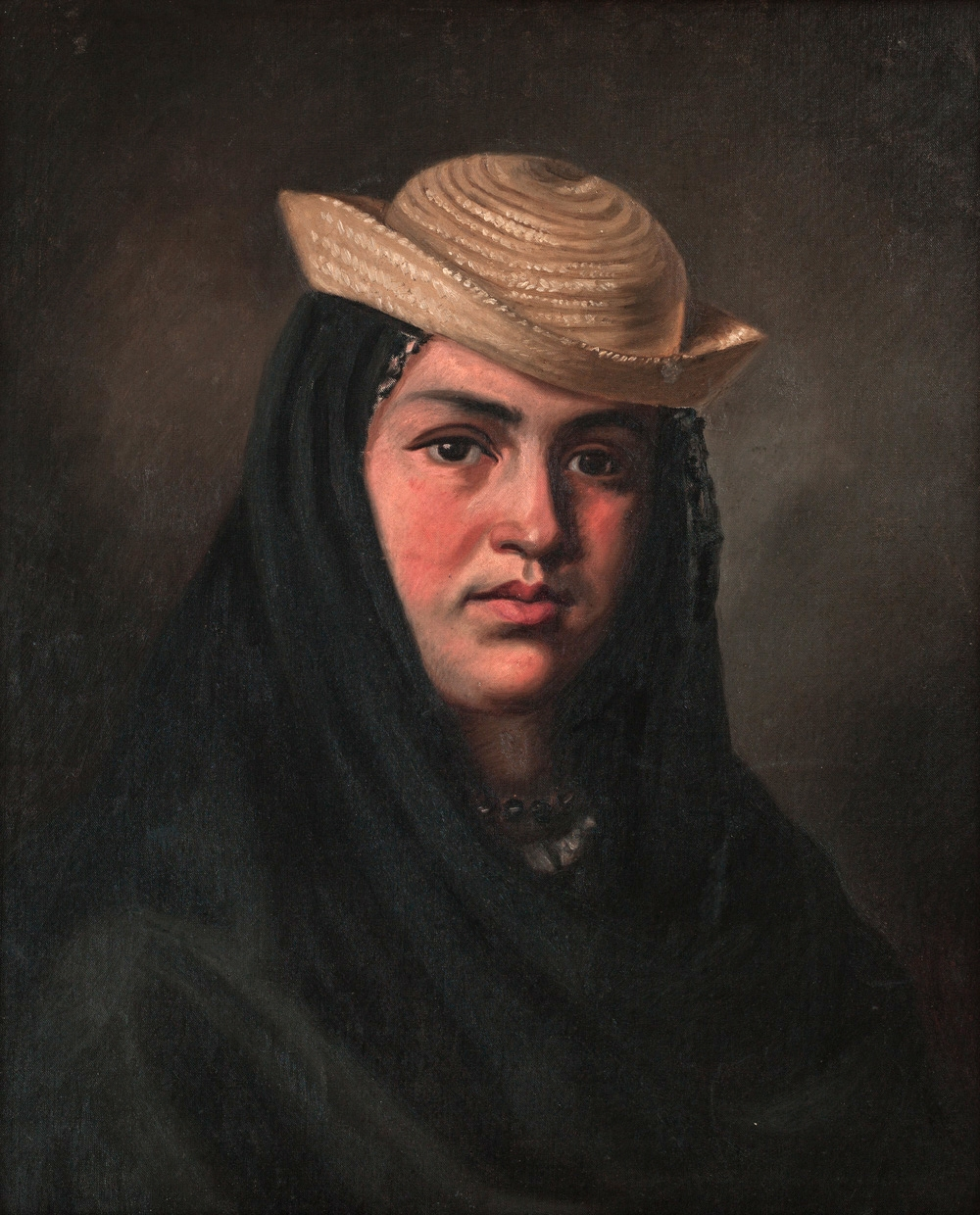